# Grewia flava
Grewia flava là một loài thực vật có hoa trong họ Cẩm quỳ. Loài này được DC. mô tả khoa học đầu tiên năm 1813.